# Ван дер Пул, Фред
Францискюс Корнелис Герардюс (Фред) ван дер Пул (нидерл. Franciscus Cornelis Gerardus "Fred" van der Poel; 5 февраля 1902, Суракарта — 23 января 1980, Роттердам) — нидерландский футболист, игравший на позиции вратаря. Начинал карьеру в клубе ХБС из Гааги, а в ноябре 1921 года перешёл в клуб «Велоситас». В составе сборной Нидерландов сыграл один товарищеский матч. Завершил игровую карьеру в 1923 году в возрасте 21 года.

## Личная жизнь
Францискюс Корнелис Герардюс родился в феврале 1902 года в Суракарте на территории Голландской Ост-Индии. Отец — Петрюс Филиппюс ван дер Пул, мать — Мария Петронелла Валпот, родилась в Клатене на острове Ява. Помимо него, в семье была старшая дочь Анна Мария Петронелла, родившаяся в марте 1894 года.
Ван дер Пул посвятил себя военной карьере, он окончил Королевскую военную академию в городе Бреда, а затем отправился служить в Голландскую Ост-Индию. Дослужился до звания подполковника Королевской армии Нидерландов, а также имел звание майора Королевской голландской ост-индской армии.
Был женат на Вилхелмине де Вит, уроженке Батавии. В январе 1928 года у них родился сын Йоханнес Филиппюс Герардюс, а в июле 1929 года сын Христоф Корнелис. В марте 1931 года в их семье родилась дочь по имени Мария Нелли.
Умер 23 января 1980 в возрасте 77 лет в Роттердаме. Похоронен 28 января на территории кладбища Розенбюрг.

## Матчи и голы за сборную
| № | Дата          | Оппонент | Д / Г | Счёт | Голы | Соревнование      |
| - | ------------- | -------- | ----- | ---- | ---- | ----------------- |
| 1 | 2 апреля 1923 | Франция  | Д     | 8:1  | 1    | Товарищеский матч |

Итого: 1 матч / 1 пропущенный гол; 1 победа.